# 140-ва зенітна ракетна бригада (РФ)
140-ва зенітна ракетна Борисовська ордена Кутузова бригада (140 ЗРБр, в/ч 32390) — зенітне ракетне з'єднання ППО Сухопутних військ Російської Федерації. Бригада дислокується на станції Домна Забайкальського краю.
Умовне найменування — Військова частина № 32390 (в/ч 32390). Скорочене найменування — 140-а зрбр.
З'єднання перебуває у складі 29-ї загальновійськової армії Східного військового округу.

## Історія
Бригада веде свою історію від 66-ї зенітної артилерійської дивізії РГК.
6 жовтня 1943 року в навчальному таборі військової зенітної артилерії Червоної Армії Московського військового округу, розташованому у селищі Павшино Красногорського району Московської області, почалося формування 66-ї зенітної артилерійської дивізії РГК (66-я зенад). Командиром дивізії, формування що завершилося 1 листопада 1943 року, був полковник І. М. Коротких.
На початку 1944 року дивізія передислокована у район Смоленськ — Орша та увійшла до складу 3-го Білоруського фронту в оперативне підпорядкування 31-ї армії, взявши участь в боях в ході Мінської операції при оволодінні містами Орша, Мінськ, Ліда, Сувалки.
30 червня 1944 роки після стрімкого наступу військ 31-ї армії 66-та зенад вийшла на річку Березину і, форсувавши її 1 липня 1944 року, брала участь в операції зі звільнення міста Борисов та однойменної залізничної станції. За мужність і відвагу, проявлені особовим складом, дивізії присвоєно почесне найменування «Борисовська». Далі вона прикривала дії армії при форсуванні річки Німан в районі Друскенікі — Бережани.
12 листопада 1944 дивізія перейшла в оперативне підпорядкування 11-ї гвардійської армії і бере участь в оволодінні містом Волковишкі. 11 січня 1945 дивізія перейшла в оперативне підпорядкування 2-ї гвардійської армії і брала участь у визволенні міст Гумбіннен і Вартенштайн.
16 лютого, перейшовши в оперативне підпорядкування 48-ї армії, дивізія бере участь в операції з оволодіння містами Шлобітен, Браунсберг.
2 квітня дивізія у резерві 3-го Білоруського фронту (місто Ельбінг, станція Гюльденбоден, станція Гутштадт).
З 25 квітня знову перейшла в оперативне підпорядкування 48-ї армії (місто Толькеміт) і з 28 квітня по 8 травня 1945 року бере участь у ліквідації угруповання військ противника на косі Фріш-Нерунг і на північний захід від міста Ельбінг. За оволодіння сильним опорним пунктом німців, містом і залізничною станцією Браунсберг (20 березня 1945 року), за успішні бойові дії по знищенню східнопруського угруповання Німеччини Указом Президії Верховної Ради СРСР від 26 квітня 1945 дивізія нагороджена орденом Кутузова II ступеня.
З 16 червня 1944 року по 9 травня 1945 роки (за 11 місяців боїв) особовим складом полку було збито 38 й підбито 1 літак супротивника, а також знищено:
- 3094 людини;
- артилерійських і мінометних батарей — 25;
- ворожих вогневих точок — 118;
- командних пунктів — 16;
- автомашин з військовими вантажами — 9;
- возів з військовими вантажами — 63.

Крім того, було взято в полон 402 німецьких військових.
18 червня 1945 дивізія передислокована залізничним транспортом за маршрутом Ельбінг — Мінськ (в район станції Кодіши) і увійшла до складу Мінського навчального артилерійського табору Мінського військового округу.
2 листопада дивізія передислокована по маршруту Кодіши — Дагестан до району міста Ізберг та поселення Двігательстрой й увійшла до складу резерву Закавказького військового округу. У 1946 році з'єднання передислоковано до населеного пункту Алят-Пристань Азербайджану й введено до складу військ 4-ї армії Закавказького військового округу.
У 1946 році дивізія знову передислокована своїм ходом у район міста Кіровабад.
1960 року 66-та зенітна артилерійська Борисовська ордена Кутузова дивізія розформована. На базі дивізії сформований 189-й окремий зенітний артилерійський полк середнього калібру.
1973 року 189-й зенітний ракетний полк переформовано на 140-ту зенітну ракетну бригаду з передачею їй прапора, історичного формуляра.
У 1976 році 140-та зрбр передислокована в район селища Тшебень Північної групи військ (ПнГВ) у Польщі. 
У 1991 році бригада виведена з Польщі й передислокована в с.Георгіївка Семипалатинської області ТуркВО.
У 1992 році передислокована до селища Дров'яна Улетовського району Читинської області.
У 1994 році 140-ва зенітна ракетна бригада передислокована на станцію Домна Читинського району Читинської області.

## Командири
Командири 140-ї зенітної ракетної бригади: 
- Генерал-майор  Сазонов С. С. (1944—1945),
- Полковник Щелко П. Г. (1945—1948),
- Полковник Єгоров М. А. (1948—1952),
- Полковник Окороков В. П. (1952—1954),
- Полковник Карандєєв Н. А. (1954—1959),
- Полковник Костенко А. Ф. (1959—1960),
- Полковник Полевічний В. М. (1960—1965),
- Підполковник Мачихіна Г. С (1965—1967),
- Полковник Кисельов В. В. (1967—1970),
- Полковник Леонов А. А. (1970—1972),
- Підполковник Дианов А. В. (1972—1973),
- Підполковник Щевцов В. А. (1973—1976),
- Підполковник Дорохов Ю. А. (1976—1977),
- Полковник Гавріщіцін Н. Н. (1977—1983),
- Полковник Фролов Е. Ф. (1983—1985),
- Підполковник Бабаєв В. Ю. (1985—1988),
- Полковник Серебрянніков А. К. (1988—1989),
- Полковник Тараканов В. Н. (1989—1992),
- Полковник Орлов В. Г. (1992—1994),
- Полковник (Волков А. Д. (1994—1995),
- Полковник Філіппов В. І. (1995—1997),
- Полковник Бєлов М. М. (1997—1999),
- Полковник Білокопитов О. І. (1999—2000),
- Полковник Брикін П. Е. (2000—2010),
- Полковник Ковиньов А. В. (2013—2015),
- Полковник Лебедєв Р. М. (2015-досі).